# 阿达来提·艾再孜
阿达来提·艾再孜（1972年1月—），新疆伊宁市人，维吾尔族，无党派人士。中华人民共和国政治人物、第十三届全国人民代表大会新疆地区代表。

## 生平
2018年2月24日，当选为第十三届全国人大代表。